# Інджуїди
Інджуїди — династія, що утворила власну державу після занепаду Держави Хулагуїдів у 1335 році. З самого початку боролася проти своїх сусідів — Джалаїрідів та Музаффаридів. Зрештою у 1357 році Інджуїдів було повалено Музаффаридами.

## Історія
Родоначальник династії, Махмуд-шах, при ільхані Абу Саїді з 1304 року керував власними маєтками (інджу) ільхана в Фарсі. Емір Чобан, впливовим сановник, в 1325 році призначив його намісником цієї провінції.
У 1334 році після повалення еміра Чобана та його синів Махмуд-шаха відсторонили від посади намісника Фарсу. Натомість тойоці склав змову проти свого наступника, але зазнав невдачі і в 1336 році при ільхані Арпа Ке'уні був страчений. Проте того ж року останнього було повалено та видано Інджуїдам, що стратили колишнього ільхана.
Влада над Фарсом мав отримати старший син Махмуд-шаха, Масуд-шах, але він був відсутній і Шираз разом з провінцією захопив його молодший брат Кай-Хосров. Боротьба тривала до 1338 року, коли Масуд-шах отримав владу.
У 1339 році почалася війна з Пір-Хусейном Чобанідом, що від імені Мухаммеда Інджуїда намагався захопити Фарс. Натомість Масуд-шах став шукати допомоги Джалаїрідів, давніх супротивників Чобанідів.
В результаті у 1340 році Абу Ісхак Інджауїд, користуючись боротьбою серед Чобанідів, виступив проти Пір-Хусейна. Втім невдовзі владу отримав Масуд-шах, який зайняв Шираз з військом Джалаїрідів. Але тепер Інджуїди вимушені були визнати зверхність Джалаїрського султанату.
У 1343 році Масуд-шах вступив у конфліт джалаїрським еміром Яги-басти. Під час сутичок владу знову отримав Абу Ісхак. У 1353 році у нього виник конфлікт з Музаффаридами, які захопили Шираз. У 1354 року частина знаті Ширазу повстала, бажаючи відновити владу Інджуїдів, але зазнала поразки. Слідом за тим Мубаріз ад-дін Музаффарид завоював весь Фарс. У 1356 році він зайняв Ісфаган, полонив Абу Ісхака і стратив його. Династія Інджуїдів припинила своє існування.

## Еміри
- Шараф ад-Дін Махмуд Шах (1325—1335)
- Гіяс ад-Дін Кай-Хосров (1335—1338)
- Джелал ад-Дін Масуд Шах (1338—1339), вперше
- Шамс ад-Дін Мухаммед (1339)
- Джелал ад-Дін Масуд Шах (1339—1340), вдруге
- Шейх Абу Ісхак (1340), вперше
- Джелал ад-Дін Масуд Шах (1340—1343), втретє
- Шейх Абу Ісхак (1343—1356), вдруге

## Економіка
Основу становило землеробство, ремісництво та торгівля. Гарний клімат та ґрунтр сприяв значним врожаям, продукцію землеробства експортували. Втім Шираз і Ісфаган були відомі своїми ремеслами, зокрема гончарство, обробкою металів, а особливо виробство килимів. Все це давало чималий зиск. Розташування на торгівельний шлях сприяло місцевим купцям.

## Культура
За часів Інджуїдів почався розвиток Ісфаганської школи міінатюри. Від правління Інджуідів збереглися дві ілюстрації з втраченого рукопису «Каліла і Дімна» (1333 рік) і також список «Шахнаме» від 1341 року. Їх мініатюри демонструють набагато більш провінційну якість порівняно з продукцією столичних майстерень, але в той же час більш послідовне збереження перської декоративної традиції.
Водночас правителі підтримували поетів Сааді та Хафіза.